# 中津ドン・ボスコ学園中学校
中津ドン・ボスコ学園中学校（なかつドン・ボスコがくえんちゅうがっこう）は、大分県中津市大字永添2263-2に所在し、現在休校中の私立中学校。

## 概要
サレジオ会が戦災孤児救済のために1946年に設立された中津ドン・ボスコ学園が母胎となって、1951年に学校法人中津ドン・ボスコ学園が設立され、かつ、中津ドン・ボスコ学園中学校が設置された。
中津市で唯一の私立中学校であり、大分県では唯一私立高等学校を併置しない私立中学校でもある。又、学校法人中津・ドンボスコ学園には私立小学校を設置していない。
1997年4月1日以降現在にいたるまで、休校中である。

## 沿革
- 1946年 - 戦災孤児救済のためサレジオ会が中津ドン・ボスコ学園を設置
- 1951年 - 学校法人中津ドン・ボスコ学園設立、中津ドン・ボスコ学園中学校開校
- 1997年 - 中津ドン・ボスコ学園休校

## 関連施設
- 聖ヨゼフ寮 - 中津市大字永添に所在し、敷地内に修道院を併設する児童養護施設